# Zorzines albapex
Zorzines albapex är en fjärilsart som beskrevs av Inoue 1988. Zorzines albapex ingår i släktet Zorzines och familjen nattflyn. Inga underarter finns listade i Catalogue of Life.